# 702 Alauda
702 Alauda је астероид главног астероидног појаса са пречником од приближно 194,73 .
Афел астероида је на удаљености од 3,261 астрономских јединица (АЈ) од Сунца, а перихел на 3,125 АЈ.
Ексцентрицитет орбите износи 0,021, инклинација (нагиб) орбите у односу на раван еклиптике 20,610 степени, а орбитални период износи 2084,461 дана (5,706 година).
Апсолутна магнитуда астероида је 7,25 а геометријски албедо 0,058.
Астероид је откривен 16. јула 1910. године.